# VANT36.5 대국민 스타리그
VANT36.5 대국민 스타리그는 아프리카TV와 콩두컴퍼니가 공동으로 주관하고 화장품 기업인 VANT36.5가 후원하는 스타크래프트 대회이다.
아프리카TV 플랫폼을 이용하는 기존 스타크래프트1 대회 중 가장 권위였던 소닉 스타리그가 스베누 스타리그 시즌2를 끝으로 열리지 않게 되자, 아프리카TV 측은 소닉 스타리그에서 확인했던 스타크래프트1 팬들의 호응에 따라 아프리카TV가 주관방송사가 되는 스타크래프트 리그를 구상하게 되었다.
소닉 스타리그의 주최자였던 BJ소닉(황효진)이 2015년 9월 22일 자신의 아프리카TV 방송국 홈페이지를 통해 더 이상의 스타크래프트1 리그를 개최할 수 없다는 소식을 전했다. 이로서 소닉 스타리그로는 11시즌만에, OGN 주관방송으로는 2시즌만에 리그가 마무리되었고 스타1 팬들은 앞으로 스타크래프트판에 활기를 넣어 줄 대회의 개최를 간절히 희망하게 되었다.
그리고 바로 다음날인 2015년 9월 23일, 콩두컴퍼니 서경종 대표가 국민 누구에게나 참가 자격이 부여되는 "대국민 스타리그"가 개최된다는 소식을 밝혔다. 특히 기존 스타크래프트 방송에서는 공식 중계진의 해설만을 들어야 했지만, 아프리카TV라는 플랫폼을 이용해 철구, 와꾸대장봉준, 액션홍구 등 여러 아프리카TV BJ들이 해설에 참여해 자신이 원하는 해설자의 방송을 찾아가는 "듀얼 중계 시스템"을 통해 시청자들에게 골라 보는 재미를 선사하겠다고 말했다.
같은 날 아프리카TV의 공지사항을 통해 구체적인 대회 일자가 게시되었으며, 2015년 10월 17일, 18일에 걸쳐 서울, 부산 지역 PC방에서 예선을 치르게 된다고 발표됐다.
아프리카TV 홈페이지에서 VANT36.5 대국민 스타리그 관련 자료나 영상들은 모두 누락된 상태이나, 경기들은 아프리카TV 공식 유튜브에서 볼 수 있다.

## 대회 방식
예선전-32강전-16강전-8강전-4강전-결승전 방식으로 진행되었다.
32강전과 16강전은 조별 더블 엘리미네이션 방식, 8강전부터 결승전까지는 5판 3선승제로 진행되었다.

### 대회 일정
- 서울 예선: 2015년 10월 17일
- 부산 예선: 2015년 10월 18일
- 본선: 2015년 10월 28일 ~ 2016년 1월 23일
- 경기장: 프릭업 스튜디오

### 상금
- 상금규모 - 총 2억 920만원
- 우승 - 1500만원
- 준우승 - 500만원
- 3위 - 300만원
- 4위 - 100만원
- 8강 - 50만원
- 16강 - 20만원
- 32강 - 10만원

## 맵
- 32강
  - 1,2경기: 서킷브레이커
  - 승자/패자전: 투혼
  - 최종진출전: 매치포인트

- 16강
  - 투혼, 매치포인트, 서킷브레이커, 아카디아2

- 8강
  - 투혼, 매치포인트, 서킷브레이커, 글라디에이터

## 예선 통과자
| 종족     | 명 | 이름                                                                                |
| 테란     | 12 | 조기석 최호선 임진묵 김성현 염보성 윤찬희 박성균 신상문 유영진 김재현 강정우 구성훈 |
| 저그     | 10 | 조일장 임홍규 서문지훈 김명운 박성준 김건욱 한상봉 김정우 심대성 김상곤             |
| 프로토스 | 10 | 김택용 진영화 윤용태 박재현 김봉준 정윤성 김승현 김윤중 박세정 김재훈               |

## 32강
| 조  | Match1   | Match1 | Match2 | Match2 | 승자전 | 승자전 | 패자전   | 패자전 | 최종전   | 최종전 | 최종전 | 최종전 |
| A조 | 김택용   | 감건욱 | 한상봉 | 신상문 | 김택용 | 한상봉 | 김건욱   | 신상문 | 김건욱   | 한상봉 |        |        |
| B조 | 김명운   | 김봉준 | 임진묵 | 유영진 | 김명운 | 임진묵 | 김봉준   | 유영진 | 임진묵   | 유영진 |        |        |
| C조 | 최호선   | 임홍규 | 김윤중 | 진영화 | 임홍규 | 진영화 | 최호선   | 김윤중 | 최호선   | 진영화 |        |        |
| D조 | 서문지훈 | 구성훈 | 김정우 | 박세정 | 구성훈 | 김정우 | 서문지훈 | 박세정 | 서문지훈 | 김정우 |        |        |
| E조 | 박재현   | 조기석 | 박성균 | 강정우 | 조기석 | 강정우 | 박재현   | 박성균 | 박성균   | 강정우 |        |        |
| F조 | 박성준   | 심대성 | 김재훈 | 김재현 | 박성준 | 김재현 | 심대성   | 김재현 | 박성준   | 김재현 |        |        |
| G조 | 조일장   | 정윤성 | 염보성 | 김승현 | 조일장 | 김승현 | 정윤성   | 염보성 | 조일장   | 염보성 |        |        |
| H조 | 윤용태   | 김성현 | 윤찬희 | 김상곤 | 김성현 | 윤찬희 | 윤용태   | 김상곤 | 윤용태   | 윤찬희 |        |        |

## 16강

### 출전 선수
| 종족     | 명 | 이름                                             |
| 테란     | 7  | 유영진 최호선 구성훈 조기석 박성균 염보성 김성현 |
| 저그     | 5  | 김건욱 김명운 임홍규 김정우 박성준               |
| 프로토스 | 4  | 김택용 김재훈 김승현 윤용태                      |

### 본경기
16강 조지명식에 따라 결정된 조에 따라서 한 선수가 한 경기씩 총 세 경기를 펼치게 되며, 한 조로 볼 때 총 여섯 경기를 치르게 된다.
| A조    | A조     | B조    | B조     | C조    | C조     | D조    | D조     |
| ------ | ------- | ------ | ------- | ------ | ------- | ------ | ------- |
| 김택용 | 2승 1패 | 김건욱 | 1승 2패 | 김정우 | 2승 1패 | 윤용태 | 1승 2패 |
| 김재훈 | 0승 3패 | 조기석 | 3승 0패 | 박성준 | 1승 2패 | 염보성 | 1승 2패 |
| 임홍규 | 2승 1패 | 구성훈 | 0승 3패 | 유영진 | 0승 3패 | 김승현 | 3승 0패 |
| 박성균 | 2승 1패 | 김성현 | 2승 1패 | 김명운 | 3승 0패 | 최호선 | 1승 2패 |

### 재경기
상위/하위 3인의 승패가 동률인 경우에는 삼자재경기를 통해 올라갈 선수를 가리게 된다.
| A조    | A조     | D조    | D조     |
| ------ | ------- | ------ | ------- |
| 김택용 | 2승 0패 | 윤용태 | 2승 0패 |
| 임홍규 | 0승 2패 | 염보성 | 1승 1패 |
| 박성균 | 1승 1패 | 최호선 | 0승 2패 |

## 8강 ~
|  | 8강전  | 8강전  |        |   | 준결승전 | 준결승전 |  |  | 결승전 | 결승전 |
|  |        |        |        |   |          |          |  |  |        |        |
|  |        |        |        |   |          |          |  |  |        |        |
|  |        |        |        |   |          |          |  |  |        |        |
|  | 김택용 | 3      |        |   |          |          |  |  |        |        |
|  | 김택용 | 3      |        |   |          |          |  |  |        |        |
|  | 김성현 | 0      |        |   |          |          |  |  |        |        |
|  | 김성현 | 0      | 김택용 | 3 |          |          |  |  |        |        |
|  |        |        | 김택용 | 3 |          |          |  |  |        |        |
|  |        | 조기석 | 1      |   |          |          |  |  |        |        |
|  | 조기석 | 조기석 | 1      | 3 |          |          |  |  |        |        |
|  | 조기석 |        |        | 3 |          |          |  |  |        |        |
|  | 박성균 | 1      |        |   |          |          |  |  |        |        |
|  | 박성균 | 1      | 김택용 | 1 |          |          |  |  |        |        |
|  |        |        | 김택용 | 1 |          |          |  |  |        |        |
|  |        | 김정우 | 3      |   |          |          |  |  |        |        |
|  | 김명운 | 김정우 | 3      | 3 |          |          |  |  |        |        |
|  | 김명운 |        |        | 3 |          |          |  |  |        |        |
|  | 윤용태 | 1      |        |   |          |          |  |  |        |        |
|  | 윤용태 | 1      | 김명운 | 1 |          |          |  |  |        |        |
|  |        |        | 김명운 | 1 |          |          |  |  |        |        |
|  |        | 김정우 | 3      |   |          |          |  |  |        |        |
|  | 김승현 | 김정우 | 3      | 1 |          |          |  |  |        |        |
|  | 김승현 |        |        | 1 |          |          |  |  |        |        |
|  | 김정우 | 3      |        |   |          |          |  |  |        |        |
|  | 김정우 | 3      |        |   |          |          |  |  |        |        |

## 우승
| VANT36.5 대국민 스타리그 우승 |
| ----------------------------- |
| 김정우 (첫 번째 우승)         |

## 대회 결과
우승: 김정우, 준우승: 김택용, 3위: 조기석, 4위: 김명운